# Munkás
Munkás (în traducere „Muncitorul”) a fost un ziar al Partidului Comunist din România, publicat la București între 27 mai 1923 și 9 aprilie 1924. Publicația apărea neregulat și era redactată în limba maghiară.

## Istoric
Inițiat și editat în mod efectiv de Dezső Jász, ziarul Munkás a oferit un spațiu generos literaturii muncitorești. De-a lungul existenței sale, redactorii responsabili și editorii au fost János Cloțan-Klotan, ulterior Imre Aladár, Gelert Koszty și Mór Encsel.
Printre autorii publicați s-au numărat scriitori sosiți din străinătate, precum Andor Gábor, János Gyetvai, Béla Révész și János Mácza, dar și autori locali ca Mozeș Cahana, Sándor Körösi-Krizsán și János Fónagy.
În anul 1924, ziarul a fost interzis de autoritățile române, iar redactorul său, Dezső Jász, a fost expulzat din România.